# Escudo caboverdiano
El escudo es la moneda de la República de Cabo Verde, excolonia portuguesa. Su código ISO 4217 es CVE.

## Historia
El escudo se convirtió en la moneda de Cabo Verde en 1914. Reemplazó al real a una tasa de 1000 reales = 1 escudo. Hasta 1930 Cabo Verde utilizó monedas de Portugal. Sin embargo, los billetes emitidos por el Banco Nacional Ultramarino eran únicamente para Cabo Verde desde el año 1865.
Hasta la independencia del país en 1975, el escudo caboverdiano era similar al escudo portugués. A mediados de 1998, un acuerdo con Portugal estableció una tasa fija de 1 escudo portugués = 0,55 escudos caboverdianos. Desde la sustitución del escudo portugués por el euro, el escudo caboverdiano tiene una tasa de cambio fija de 1 euro = 110,265 escudos. 

## Monedas
| Denominación | Circula desde | Metal  | Metal  | Forma     | Diámetro | Canto    | Anverso               | Reverso | Reverso | Reverso |
| Denominación | Circula desde | Anillo | Centro | Forma     | Diámetro | Canto    | Anverso               | Reverso | Reverso | Reverso |
| ------------ | ------------- | ------ | ------ | --------- | -------- | -------- | --------------------- | ------- | ------- | ------- |
| 1 Escudo     | 1994          | Latón  | Latón  | Circular  | 18 mm    | Liso     | Escudo y valor facial | Tortuga | Tortuga | Tortuga |
| 5 Escudos    | 1994          | Cobre  | Cobre  | Circular  | 21 mm    | Liso     | Escudo y valor facial | Navío   | Pájaro  | Planta  |
| 10 Escudos   | 1994          | Níquel | Níquel | Circular  | 22 mm    | Estriado | Escudo y valor facial | Navío   | Pájaro  | Planta  |
| 20 Escudos   | 1994          | Níquel | Níquel | Circular  | 25 mm    | Estriado | Escudo y valor facial | Navío   | Pájaro  | Planta  |
| 50 Escudos   | 1994          | Níquel | Níquel | Circular  | 28 mm    | Estriado | Escudo y valor facial | Navío   | Pájaro  | Planta  |
| 100 Escudos  | 1994          | Cobre  | Níquel | Decagonal | 26 mm    | Estriado | Escudo y valor facial | Navío   | Pájaro  | Planta  |
| 100 Escudos  | 1994          | Latón  | Níquel | Decagonal | 26 mm    | Estriado | Escudo y valor facial | Navío   | Pájaro  | Planta  |

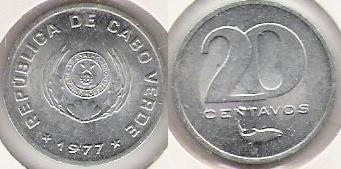
Moneda de 20 centavos de 1977.

Las monedas fueron introducidas en 1930 (bajo dominio portugués) en denominaciones de 5, 10, 20 y 50 centavos y 1 escudo. La moneda de 50 centavos era de bronce y la de 1 escudo, de bronce y níquel. En 1953 fueron introducidos la moneda de 2 y 1/2 escudos (de bronce), de 10 escudos (de plata) y de 50 centavos (bronce). 
En 1968 se introdujo la moneda de 5 escudos de bronce. 
Después de la independencia, las monedas se emitieron en 1977 en denominaciones de 20 y 50 centavos, 1 2 y 1/2, 10, 20 y 50 escudos. Las monedas de 20 y 50 centavos eran de aluminio, la de 1 y 2 y 1/2 escudos eran de bronce y níquel y las otras denominaciones, de cupro-níquel. 
Las monedas en circulación fueron emitidas en 1994 con denominaciones de 1 escudo (latón chapado en acero), 5 escudos (cobre chapado en acero), 10, 20 ,50 escudos (acero niquelado) y bimetálicas de 100 escudos con tres temáticas diferentes. 
Una moneda de 200 escudos se publicó en 2005 para conmemorar los 30 años de la Independencia.

### Descripción de las monedas

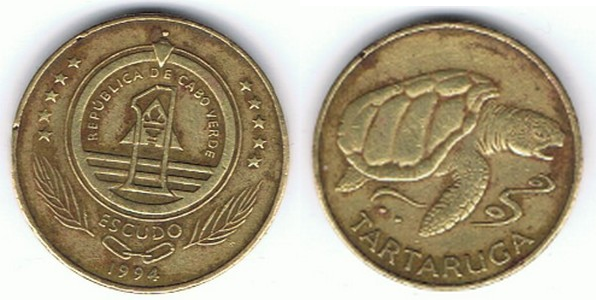
Moneda de 1 escudo.

La moneda de 1 escudo es de latón, es una moneda circular con un peso de 2,50 gramos y un diámetro de 18 mm. En el reverso aparece una tortuga boba, típica de las que habitan en el país.
La de 5 escudos está hecha de cobre, es una moneda circular con un peso de 4 gramos y un diámetro de 21 mm. Existen tres series diferentes, la de aves que este caso aparece un guincho que habita en todas las islas, otra hace referencia a navíos como un caíque con velas que era utilizado para unir la isla de Maio y la de Santiago, y por último la serie de plantas donde está representado por medio de campanula jacobaea especia que encontramos en las islas de Santo Antão, São Vicente, São Nicolau, Santiago, Fogo y Brava.
La moneda de 10 escudos también tiene tres series, es circular y el material es de níquel con un peso de 4,57 gramos y un diámetro de 22 mm. En la serie de aves aparece el alción cabeciblanco que habita en las islas de Brava, Fogo y Santiago. En la serie de navíos se representa a un Palhabote. En la serie de las plantas se plasma como la conocida lengua de vaca.
La moneda de 20 escudos, es circular fabricada en níquel con un peso de 5,90 gramos y 25 mm de diámetro presenta en la serie de aves a alcatraz, en la de navíos a un sloop, una embarcación de vela y con respecto a la de plantas está representada por la carqueja.
La moneda de 50 escudos es circular y su material es de níquel con un peso de 7,40 gramos y 28 mm de diámetro. En la serie de aves aparece el gorrión de Cabo Verde, en la de navíos se conmemora al lugre y en la serie de plantas el Asteriscus vogelii. 
La moneda de 100 escudos es una moneda de forma decagonal, la parte interna de la moneda es de cuproníquel y la parte externa de bronce, pesa 11 gramos y tiene un diámetro aproximado de 26 mm. En la serie de aves hace honor a alondra de Raso, en la de navíos a un patache y en la de plantas a Aeonium gorgoneum.

## Billetes

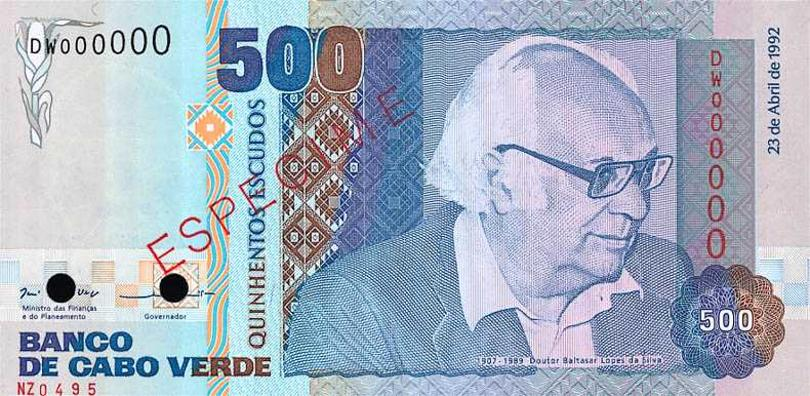
Billete de 500 escudos de 1992.

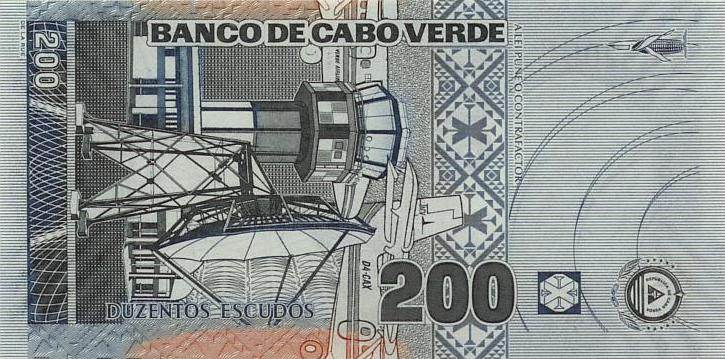
Billete de 200 escudos de 2005.

En 1914, el Banco Nacional Ultramarino introdujo billetes de 4, 5, 10, 20 y 50 centavos y en 1921 emitió billetes de 1, 5, 10, 20, 50 y 100 escudos. 
En 1945 se introdujo otra serie, con denominaciones superiores a 5 escudos (el billete de 5 escudos había sido sustituido por una moneda) y se incluyeron billetes de 500 escudos. Los billetes de 10 escudos fueron reemplazados en 1953 por monedas de 10 escudos.
Después de la Independencia, se publicaron billetes de 100, 500 y 1000 escudos, emitidos todos en 1977. La siguiente serie fue presentada en 1989 e incluía billetes de 100, 200, 500, 1000 y 2500 escudos. 
La tercera y última serie desde la independencia se introdujo en 1992 en denominaciones de 200, 500 y 1000 escudos, pero en 1999 se introdujeron también billetes de 2.000 y 5.000 escudos. En 2005 los billetes de 200 escudos fueron rediseñados y los de 5.000 y 1.000 escudos, en 2007. En el 2015 se volvieron a diseñar los billetes, con lo cual actualmente podemos encontrarnos en circulación billetes por valor de:
- 200 escudos; este billete constituye un homenaje al médico y escritor caboverdiano Henrique Teixeira de Sousa y a su isla natal, representada por una perspectiva del volcán de Fogo.
- 500 escudos; homenajea una de las figuras más prestigiadas de la poesía caboverdiana, Jorge Barbosa y su isla natal, Santiago.

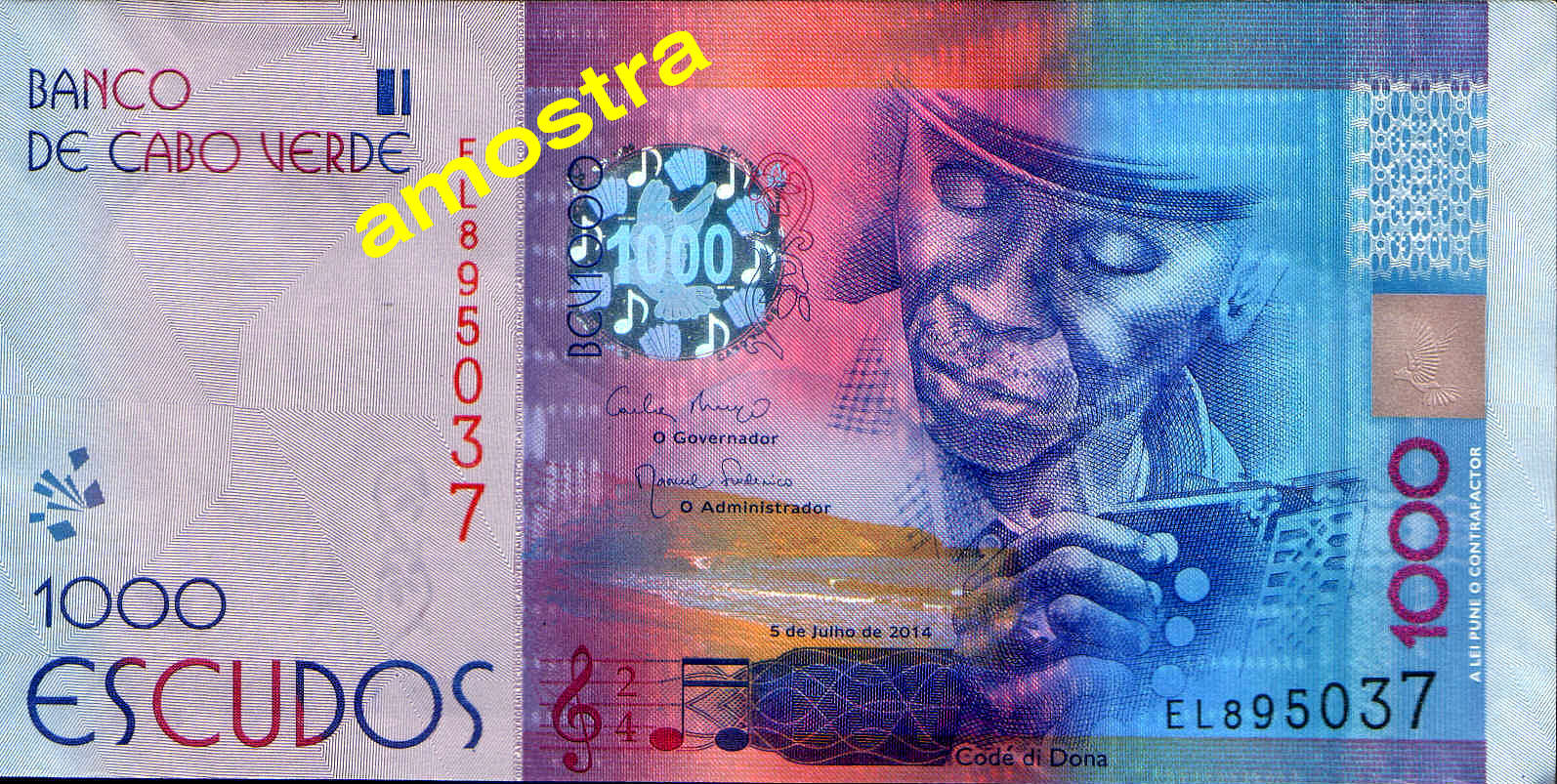
2014: nuevo 1.000 CVE billete con Codé di Dona

- 1.000 escudos; homenajea uno de los más emblemáticos compositores e músicos caboverdianos, Codé Di Dona, que enaltece el género musical funaná.

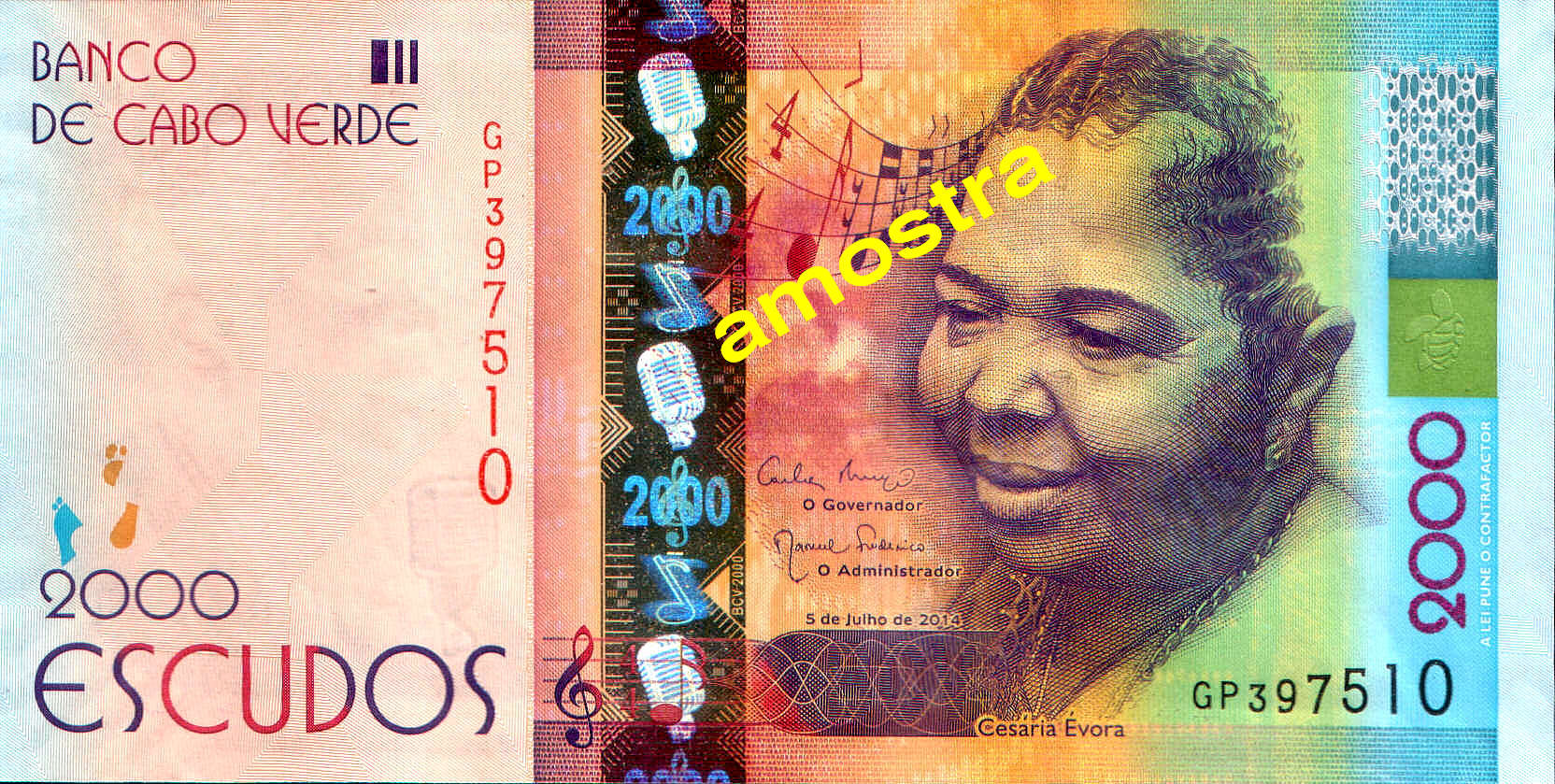
2014: nuevo 2.000 CVE billete con Cesária Évora

- 2.000 escudos; en éste billete aparece la más cantante más internacional y más famosa de Cabo Verde Cesária Évora, que tan bien supo interpretar la vivencia y el sentimiento de su pueblo.
- 5.000 escudos; homenajea al político caboverdiano Aristides Pereira, figura que se distinguió por la lucha de liberación de las islas de Cabo Verde.

| Denominación | Color predominante | anverso                    | reverso                |
| ------------ | ------------------ | -------------------------- | ---------------------- |
| 200 Escudos  | Rojo               | Henrique Teixeira de Souza | Montaña do Pico        |
| 500 Escudos  | Verde              | Jorge Barbosa              | Central Hidroeléctrica |
| 1000 Escudos | Azul Oscuro        | Codé di Dona               | Ferrinho               |
| 2000 Escudos | Naranja            | Cesária Évora              | Violin                 |
| 5000 Escudos | Morado             | Aristides Pereira          | Praia                  |